# Життя на грішній землі
«Життя на грішній землі» («Жизнь на грешной земле») — радянський художній фільм 1973 року, знятий режисером Семеном Тумановим на кіностудії «Мосфільм».

## Сюжет
За повістю Анатолія Іванова. Відсидівши не зі своєї вини у в'язниці, Павло повернувся до рідного села. Насамперед йому хотілося дізнатися, як поживає Денис Макшеєв, його кривдник. Чужа біда не завадила Денису одружитися з колишньою нареченою Павла. Павло, побачивши рідних та близьких, забув свою образу. Одружився, усиновив хлопчика-дитбудинківця і зажив простим і радісним життям. І що краще йшли справи в Павла, то гірше ставало на душі у Дениса.

## У ролях
- Анатолій Кузнецов — Павло Демидов
- Лариса Лужина — Марія Макшеєва
- Євген Шутов — Денис Макшеєв
- Лідія Смирнова — Настя
- Володимир Ємельянов — Агафонов, голова колгоспу
- Михайло Тепляков — Гринька, прийомний син Павла Демидова
- Валентина Брусника — епізод
- Олександра Данилова — односельчанка
- Олександра Денісова — односельчанка
- Володимир Козелков — епізод
- Т. Коробова — епізод
- Валентина Ушакова — епізод
- Данило Нетребін — колгоспний шофер
- Ліда Дерябіна — дочка Насті
- Саша Лобач — син Насті
- Ніна Маслова — епізод

## Знімальна група
- Режисер — Семен Туманов
- Сценарист — Анатолій Іванов
- Оператор — Петро Терпсіхоров
- Композитор — Володимир Рубін
- Художник — Юрій Кладієнко